# Jorge Pulido
Pour les articles homonymes, voir Pulido et Mayoral (homonymie).
Jorge Pulido Mayoral, né le 8 avril 1991 à Talavera de la Reina, est un footballeur espagnol. Il évolue au poste de défenseur central à la SD Huesca.

## Palmarès

### En club
- SD Huesca
  - Champion de Segunda División en 2020

### En équipe nationale
- Espagne des moins de 17 ans
  - Vainqueur de l'euro des moins de 17 en 2008

- Espagne des moins de 19 ans
  - Finaliste de l'euro des moins de 19 ans en 2010